# Calomyrmex purpureus
Calomyrmex purpureus é uma espécie de formiga do gênero Calomyrmex, pertencente à subfamília Formicinae.